# Neulaa (métro de Vienne)
Neulaa (en allemand : U-Bahn-Station Neulaa) est une station de la ligne U1 du métro de Vienne. Elle est située sur le territoire de Favoriten, 10e arrondissement de Vienne en Autriche.
mise en service en 2017, elle est desservie par les rames qui circulent sur la ligne U1 du métro de Vienne.

## Situation sur le réseau

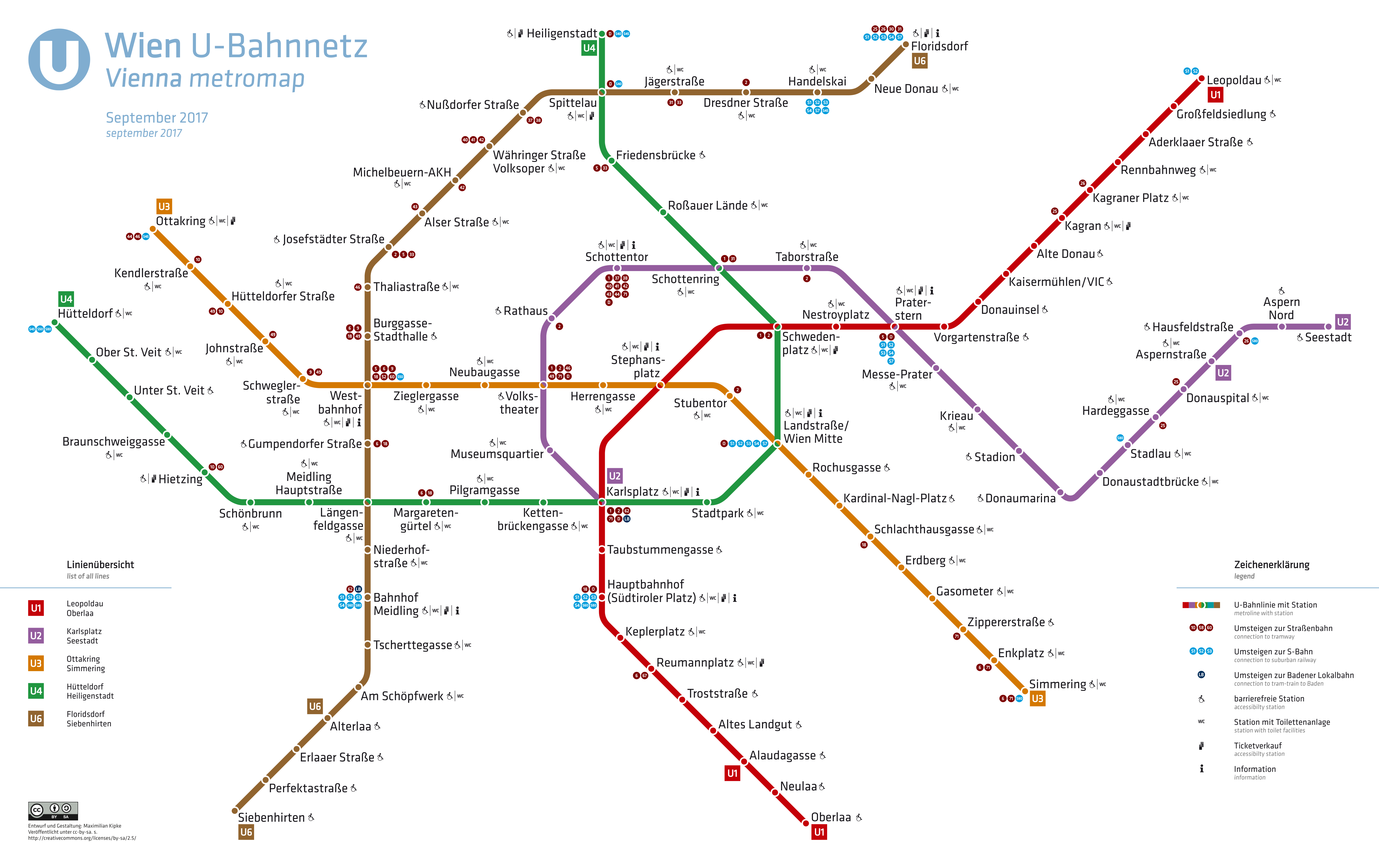
Plan du métro (2017).

Établie en surface, Neulaa est une station de passage de la ligne U1 du métro de Vienne. Elle est située entre la station Oberlaa, terminus sud, et la station Alaudagasse, en direction du terminus nord Leopoldau.
Elle dispose d'un quai central encadré par les deux voies de la ligne.

## Histoire
La station Neulaa est mise en service le 2 septembre 2017, lors de l'ouverture à l'exploitation du prolongement, de la ligne U1 vers le sud, de 4,6 km, depuis l'ancien terminus de Reumannplatz jusqu'au nouveau Oberlaa,,.

## Services aux voyageurs

### Accès et accueil

Installations
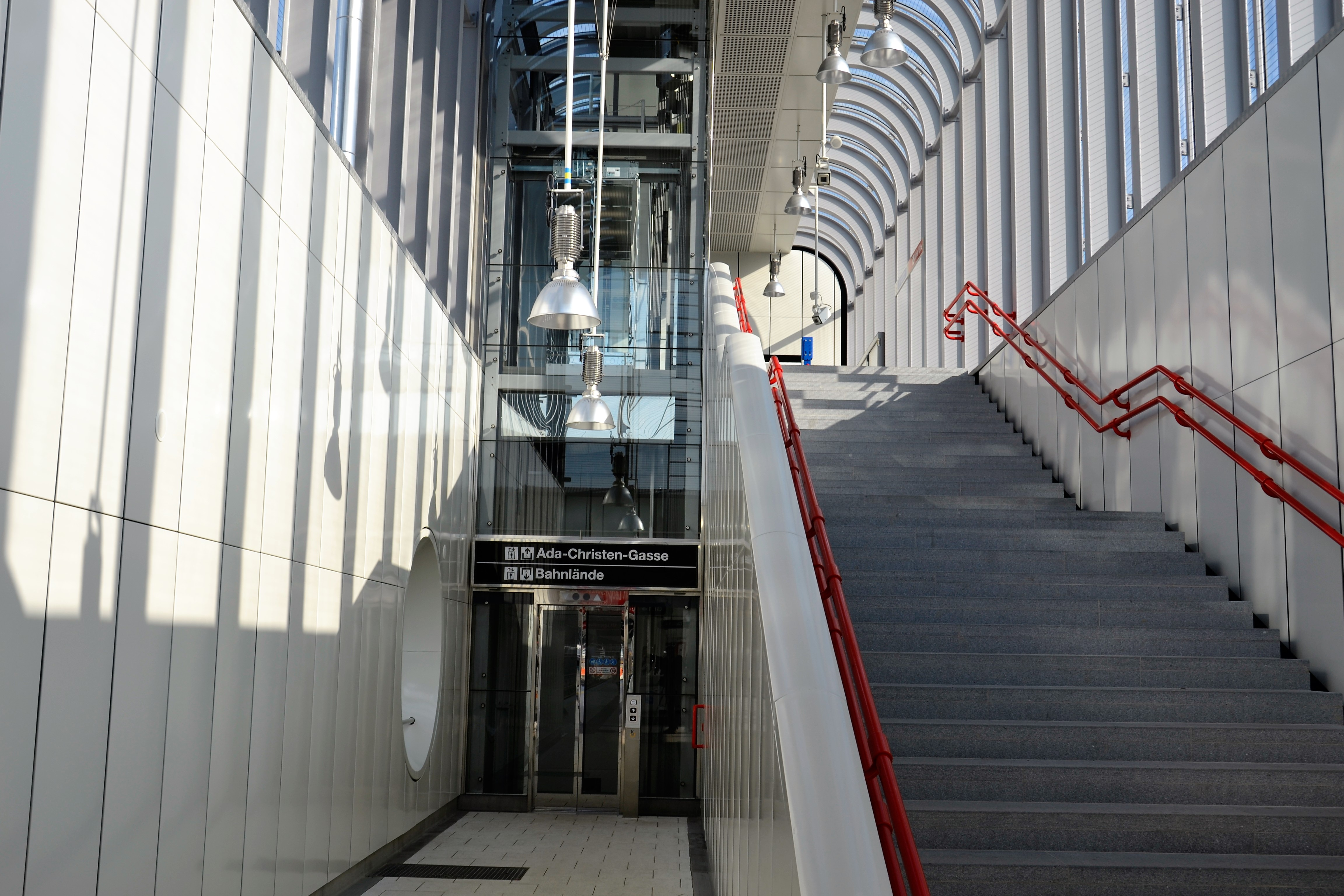
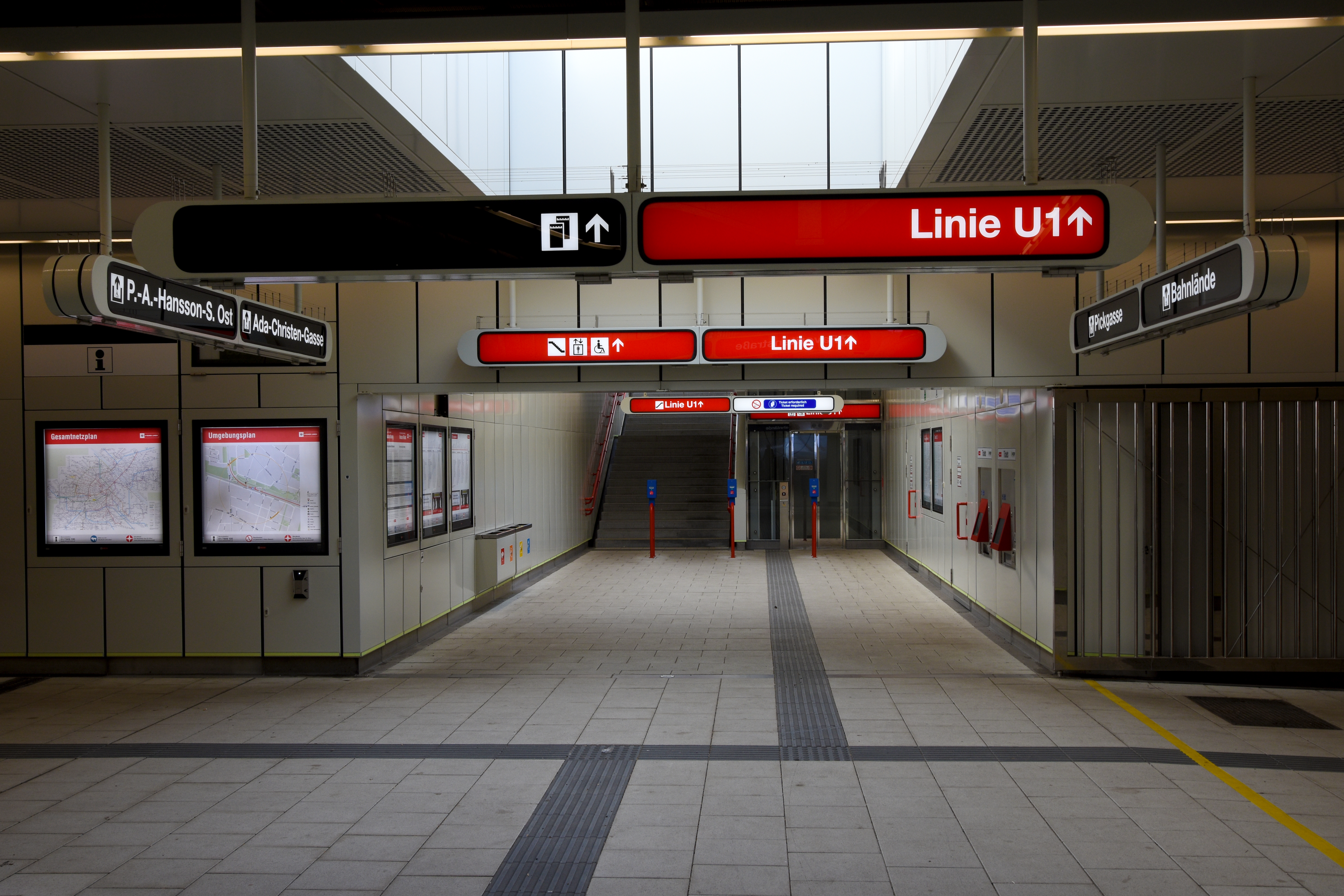
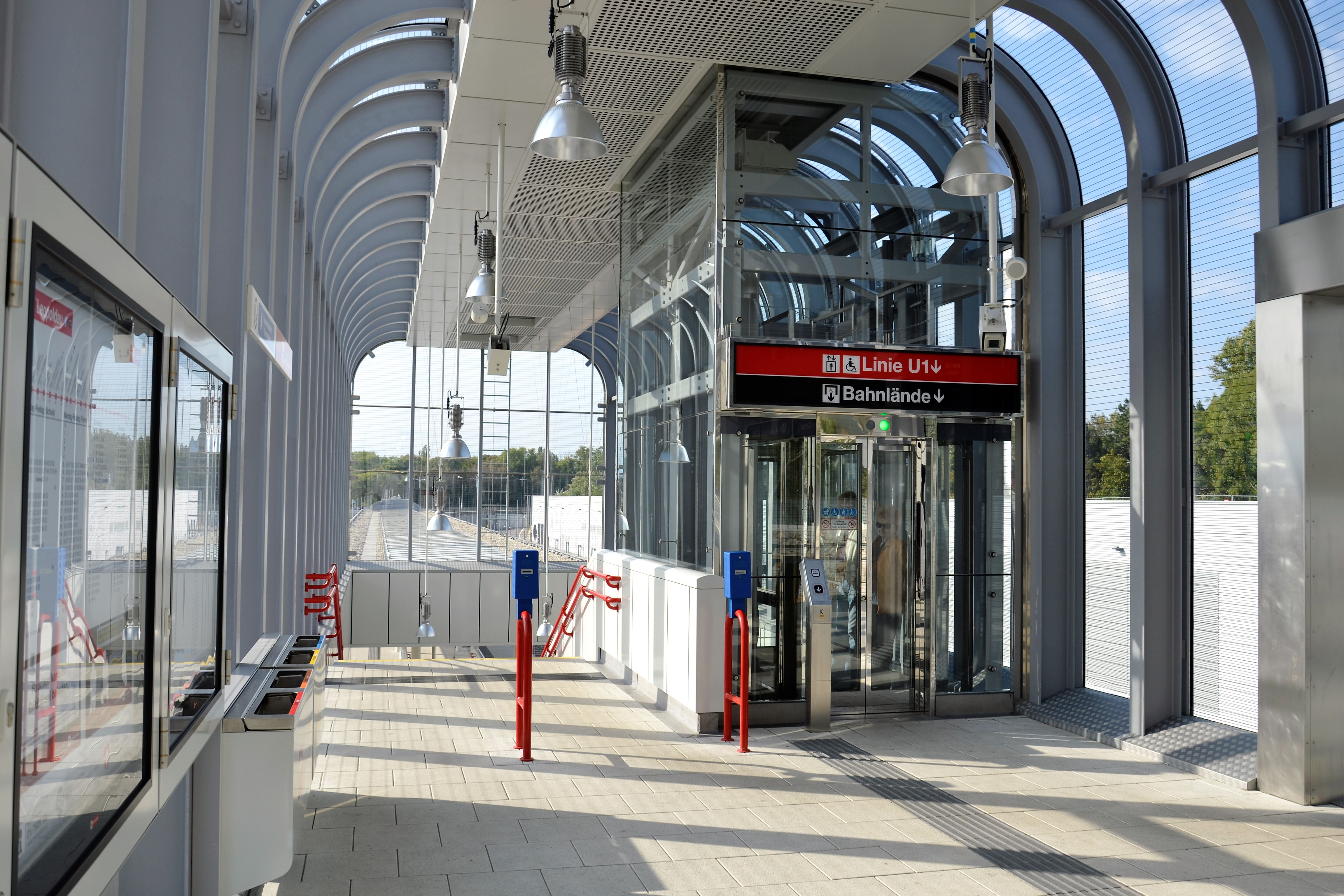

### Desserte

Installations et desserte
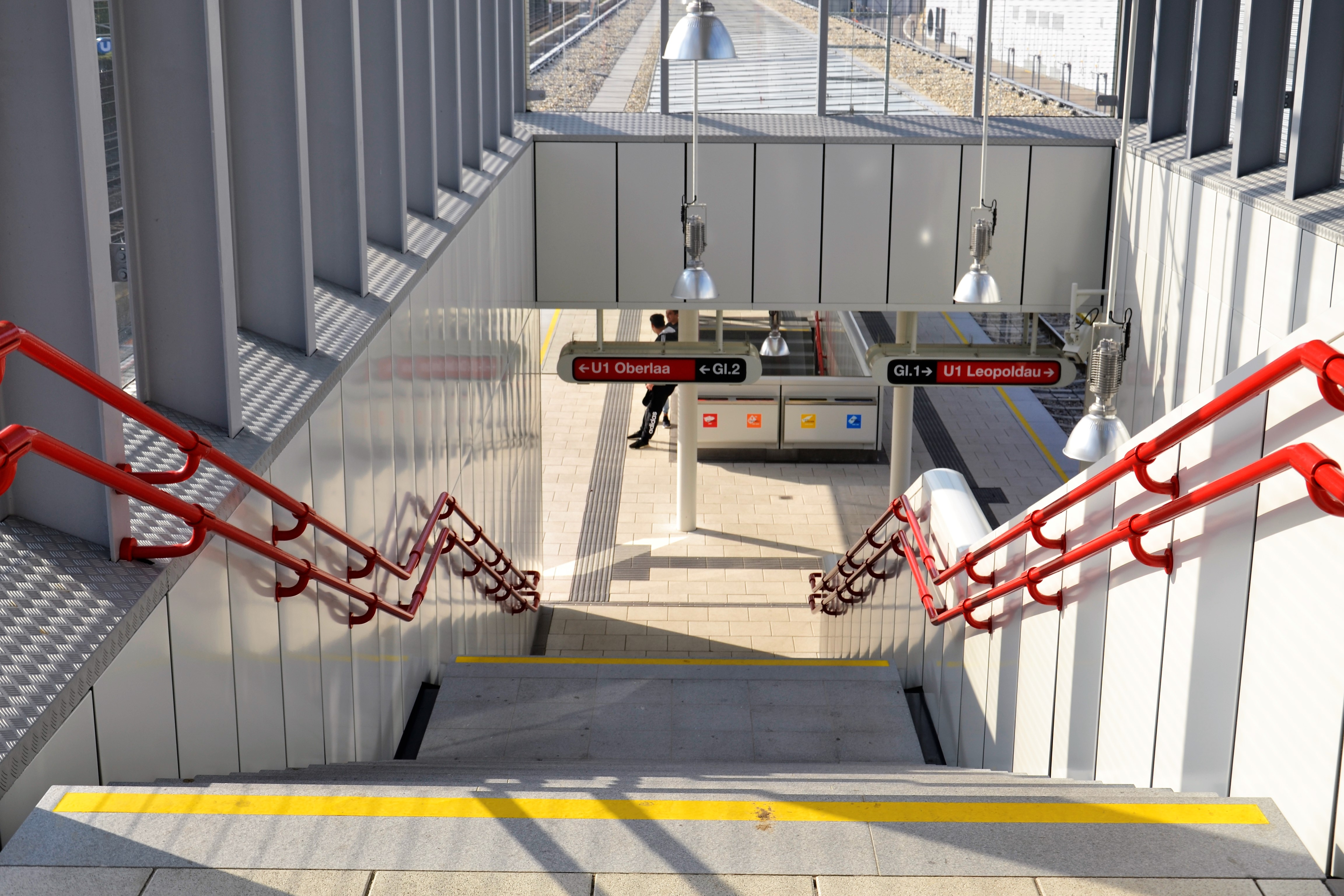
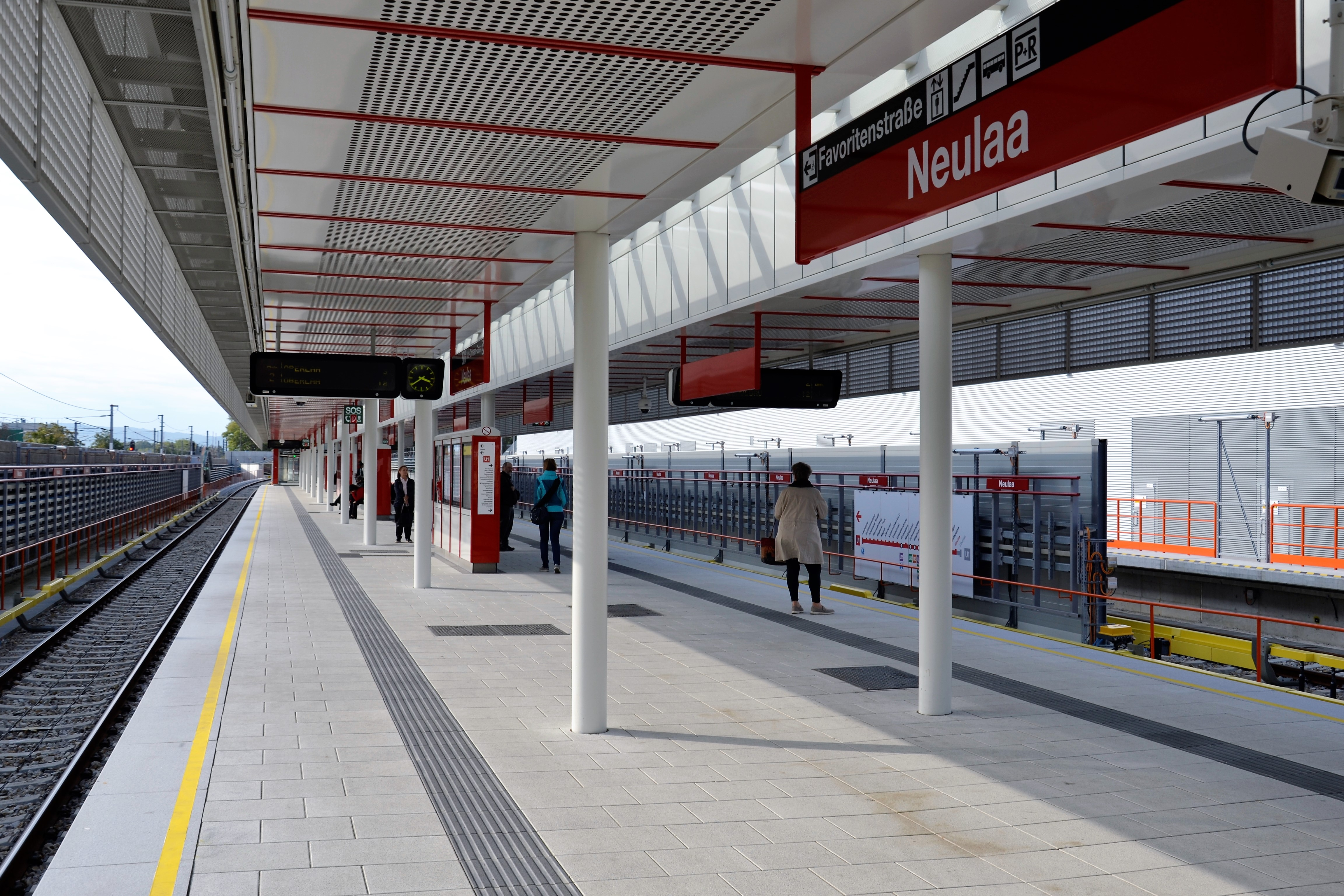
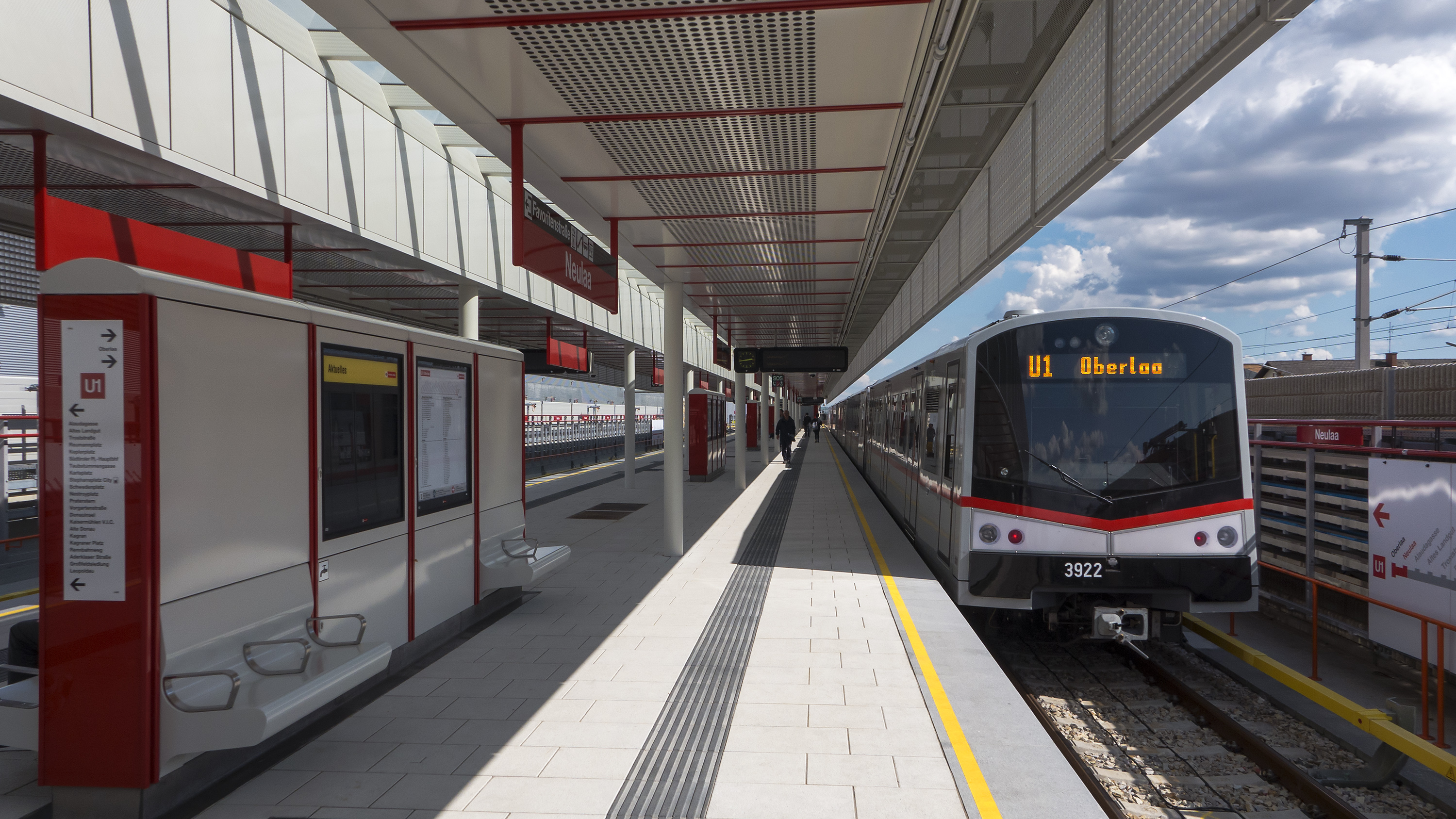